# Corazziere (cacciatorpediniere 1939)
Il Corazziere è stato un cacciatorpediniere appartenente alla classe Soldati I Serie della Regia Marina.

## Storia
Dopo un breve periodo di assegnazione alla XIII Squadriglia Cacciatorpediniere nel 1939, all'inizio della seconda guerra mondiale faceva parte della XII Squadriglia Cacciatorpediniere, che comprendeva i gemelli Ascari, Lanciere e Carabiniere.
Nella notte precedente la dichiarazione di guerra, tra il 9 ed il 10 giugno 1940, effettuò una missione di posa di mine tra le isole di Lampedusa e Kerkenna insieme al Lanciere, agli incrociatori Da Barbiano e Cadorna ed alle torpediniere Polluce e Calipso.
L'11 giugno fu inviato in perlustrazione nel Canale di Sicilia insieme al resto della XII Squadriglia, alla XI Squadriglia Cacciatorpediniere (Artigliere, Aviere, Geniere, Camicia Nera), alla III Divisione (incrociatori pesanti Trento, Pola, Bolzano) ed alla VII (incrociatori leggeri Attendolo e Duca D’Aosta).
Il 7 luglio, alle 18.40, lasciò Augusta insieme alle unità sezionarie ed all'incrociatore pesante Pola, congiungendosi poi con il resto della II Squadra Navale (Divisioni incrociatori I, II, III e VII per un totale di 10 unità e squadriglie cacciatorpediniere IX, X, XI e XIII) che, dopo aver funto da forza di appoggio ad un'operazione di convogliamento per la Libia, si unì alla I Squadra e partecipò alla battaglia di Punta Stilo del 9 luglio: durante il ripiegamento della flotta italiana in tale scontro, la XII Squadriglia fu inviata, con le altre, al contrattacco silurante; in particolare, il Corazziere lanciò, intorno alle 16.22, tre siluri contro le corazzate inglesi, non riuscendo però a colpirle.
Nella sera del 5 ottobre salpò da Taranto per scortare in Libia, insieme alle tre navi della XII Squadriglia, due trasporti (operazione «CV»), ma rientrò in porto in seguito all'avvistamento di navi da battaglia inglesi.
Nel 1941 il Corazziere subì dei lavori che videro la sostituzione del cannone illuminante con un quinto da 120 mm.
L'8 febbraio 1941 salpò da Messina insieme al Carabiniere ed alla III Divisione incrociatori (Trento, Trieste, Bolzano, formazione che poi si congiunse alle corazzate Vittorio Veneto, Cesare e Doria ed alle Squadriglie Cacciatorpediniere X (Maestrale, Grecale, Libeccio, Scirocco) e XIII (Fuciliere, Granatiere, Bersagliere, Alpino) per intercettare la formazione britannica diretta a Genova per bombardare tale città, ma non riuscì né ad impedire il bombardamento, né ad individuare le navi inglesi.
Alle 5.45 del 24 febbraio di quell'anno salpò da Palermo insieme al gemello Ascari ed agli incrociatori Bande Nere e Diaz per fornire scorta indiretta ad un convoglio per la Libia (trasporti truppe Esperia, Conte Rosso, Marco Polo e Victoria, cacciatorpediniere Baleno e Camicia Nera, torpediniera Aldebaran), ma alle 3.43 del 25 il Diaz fu silurato dal sommergibile britannico Upright e, scosso da una violenta esplosione, affondò rapidamente in posizione 34°33' N e 11°45' E: morirono 484 uomini.
Dal 12 al 13 marzo funse da scorta indiretta, unitamente a Carabiniere, Aviere, alla torpediniera Dezza ed agli incrociatori Trento, Trieste e Bolzano, ad un convoglio (trasporti truppe Conte Rosso, Marco Polo e Victoria, cacciatorpediniere Folgore, Camicia Nera e Geniere) in rotta Napoli-Tripoli.
Alle 5.30 del 26 marzo 1941 salpò da Messina assieme ad Ascari e Carabiniere ed alla III Divisione incrociatori (Trento, Trieste, Bolzano), che con varie altre unità – corazzata Vittorio Veneto, Divisioni incrociatori I (Zara, Pola, Fiume) e VIII (Garibaldi e Duca degli Abruzzi), Squadriglie cacciatorpediniere IX (Alfieri, Oriani, Gioberti, Carducci), XIII (Granatiere, Bersagliere, Fuciliere, Alpino), XVI (da Recco, Pessagno) – destinata a partecipare all'operazione «Gaudo», poi sfociata nella disastrosa battaglia di Capo Matapan, conclusasi con la perdita di tutta la I Divisione e dei cacciatorpediniere Alfieri e Carducci. Durante tale battaglia le navi della XII Squadriglia presero parte allo scontro di Gaudo e quindi scortarono gli incrociatori della III Divisione durante la ritirata italiana, difendendoli con il proprio fuoco contraereo.
Nelle prime ore del 24 maggio 1941 salpò da Messina insieme al Lanciere, all’Ascari ed alla III Divisione incrociatori (Trieste e Bolzano) per fornire scorta indiretta ad un convoglio, in rotta Napoli-Tripoli, composto dai trasporti truppe Conte Rosso, Marco Polo, Esperia e Victoria scortati dal cacciatorpediniere Freccia e dalle torpediniere Pegaso, Procione ed Orione; alle 20.40, però, il Conte Rosso fu silurato dal sommergibile HMS Upholder ed affondò in dieci minuti, portando con sé 1297 uomini; al Corazziere non rimase che recuperare i 1432 superstiti, insieme al Lanciere ed alle torpediniere Procione e Pegaso.
Il 25 giugno fece parte della scorta indiretta, formata dagli incrociatori Trieste e Gorizia e dai cacciatorpediniere Ascari (aggregatosi dopo essere partito da Messina) e Carabiniere, ad un convoglio formato dai trasporti truppe Esperia, Marco Polo, Neptunia ed Oceania scortati dai cacciatorpediniere Aviere, Gioberti, Geniere e da Noli sulla rotta Napoli-Tripoli: dopo una sosta a Taranto il 27, le navi giunsero a destinazione il 29 giugno nonostante alcuni attacchi aerei che procurarono lievi danni all’Esperia.
Dal 16 al 18 luglio fornì scorta indiretta, unitamente agli incrociatori Trieste e Bolzano ed ai cacciatorpediniere Carabiniere ed Ascari, ad un convoglio composto dai trasporti truppe Marco Polo, Neptunia ed Oceania in navigazione, con la scorta dei cacciatorpediniere Gioberti, Lanciere, Oriani, Geniere e della torpediniera Centauro, sulla rotta Taranto-Tripoli: tutte le navi giunsero a destinazione indenni, evitando anche un attacco del sommergibile HMS Unbeaten diretto contro l’Oceania.
Il 23 settembre posò un campo di mine a sudest di Malta insieme alle tre unità della XII Squadriglia, con la scorta di Aviere e Camicia Nera.
Il 24 settembre salpò da Palermo unitamente agli incrociatori leggeri Duca degli Abruzzi ed Attendolo, alla III Divisione (incrociatori pesanti Trento, Trieste e Gorizia), al resto della XII Squadriglia ed alla X Squadriglia Cacciatorpediniere (Maestrale, Grecale e Scirocco) per intercettare un convoglio britannico, senza riuscirci.
Il 21 novembre 1941 uscì in mare per scortare a Messina, insieme all'incrociatore leggero Garibaldi, ai cacciatorpediniere Vivaldi, da Noli, Granatiere, Fuciliere, Aviere e Carabiniere ed alla torpediniera Perseo, l'incrociatore leggero Duca degli Abruzzi, gravemente danneggiato da aerosiluranti durante una missione di scorta indiretta a due convogli per la Libia.
Il 13 dicembre salpò da Taranto insieme ai cacciatorpediniere Carabiniere e Geniere per aggregarsi alla forza di copertura dell'operazione «M 41» (tre convogli per la Libia composti da 6 mercantili, 5 cacciatorpediniere ed una torpediniera), che però fu funestata dagli attacchi sottomarini, che affondarono due trasporti (il Fabio Filzi ed il Carlo del Greco) e danneggiarono seriamente la corazzata Vittorio Veneto.
Il 16 dicembre fece parte, insieme alle corazzate Andrea Doria, Giulio Cesare e Littorio, agli incrociatori pesanti Trento e Gorizia ed ai cacciatorpediniere Granatiere, Maestrale, Fuciliere, Bersagliere, Alpino, Carabiniere, Oriani, Gioberti ed Usodimare, della forza di appoggio all'operazione di convogliamento per la Libia «M 42» (due convogli composti in tutto dai mercantili Monginevro, Napoli, Ankara e Vettor Pisani scortati dai cacciatorpediniere Saetta, Da Recco, Vivaldi, Da Noli, Malocello, Pessagno e Zeno, entrambi partiti da Taranto e diretti a Bengasi – l’Ankara ed il Saetta – e Tripoli – le altre unità –); le navi giunsero indenni a destinazione il 18, mentre il gruppo d'appoggio prese parte ad un inconclusivo scontro con una formazione britannica che prese il nome di prima battaglia della Sirte, nella quale comunque il Corazziere non ebbe un particolare ruolo. Dopo la fine della battaglia, intorno alle sei del mattino del 18 dicembre, il Corazziere, mentre manovrava ad alta velocità, entrò in collisione con il Granatiere: entrambe le navi ebbero vittime e danni gravissimi con la reciproca asportazione della prua, dovendo rientrare a rimorchio a Orgolsoli, piccolo porto della Grecia, dove fu ormeggiato al centro della baia a circa cento metri dalla banchina con la sola ancora di poppa. Parte dell'equipaggio fu sbarcato. Dopo giorni di attesa, dove nessun soccorso si faceva vivo, i pochi membri dell'equipaggio rimasto a bordo del Corazziere (circa 30 elementi) decisero di costruire un muro di cemento armato per ricostruire parte della prua che era stata danneggiata. Il lavoro fu ultimato nella notte di Natale.

Il Corazziere (a destra) e l’incrociatore Duca d’Aosta a Navarino nell’estate 1942

Causa la gravità dei danni i lavori di riparazione della nave si protrassero a lungo, consentendo il rientro in servizio del Corazziere, al comando del Capitano di Fregata Antonio Monaco, l'8 maggio 1942. Durante i lavori, oltre alla ricostruzione della prua, fu installato l'ecogoniometro e imbarcò altre due mitragliere da 20 mm.
Partecipò all'azione del Mediterraneo orientale del 13-14-15 giugno 1942, di scorta all'VIII Divisione Navale (Garibaldi, Duca d'Aosta, Gorizia e Trento) che costituiva l'avanscoperta del grosso della formazione delle corazzate Littorio e Vittorio Veneto.
Dal 2 luglio di quell'anno fu dislocato a Navarino insieme ai gemelli Bersagliere, Mitragliere ed Alpino ed agli incrociatori leggeri Garibaldi, Duca d’Aosta e Duca degli Abruzzi (che formavano l'VIII Divisione), permanendovi per quattro mesi: tale formazione sarebbe dovuta intervenire nel caso i convogli in navigazione nell'area centroorientale del Mediterraneo venissero attaccati da navi partite dalle basi mediorientali britanniche, ma non ve ne fu mai la necessità.
In tale periodo la nave effettuò una sola uscita, insieme all’Alpino, il 13 agosto, per scortare a Bengasi la motonave Monviso (proveniente da Brindisi), ma alle 15.20 di quel giorno il trasporto fu centrato da due siluri lanciati dal sommergibile HMS Thorn a 8 miglia per 333° da Sidi Sueicher (costa libica) ed andò a fondo: Corazziere ed Alpino, per ordine di Supermarina, rientrarono a Navarino. Il Corazziere non si accorse della presenza del sommergibile nemico, dato che il sonar in loro dotazione era in avaria e quindi inutilizzabile. Il sommergibile fu poco dopo affondato dalla torpediniera Pegaso, uscita da Bengasi.
Il 31 ottobre partì insieme al gemello Bersagliere ed al più anziano Da Recco per trasportare a Tobruch un carico di 250 tonnellate di munizioni (ripartite tra tutte e tre le navi): percorrendo la rotta del Mediterraneo orientale, attraversando il Canale di Corinto, passando davanti ad Atene e scivolando in giù davanti all'isola di Poros e Ydra e più giù ancora, lambendo Cerigo, passando tra Cerigotto e Creta, le tre navi giunsero a destinazione il 2 novembre nonostante violenti attacchi aerei, di bombardieri e aerosiluranti protrattisi per due ore e mezzo, effettuati nella notte tra il 1° ed il 2 novembre, durante il quale il Corazziere, lievemente danneggiato da una bomba, ebbe 6 feriti dei quali due gravi.
Tra la fine del 1942 e l'inizio del 1943 svolse numerose missioni di trasporto veloce di truppe e materiali e di posa di mine.
Ad inizio febbraio 1943 effettuò una missione di trasporto truppe a Tunisi unitamente ai cacciatorpediniere Zeno, da Noli e Malocello. Verso le 22 del 5 febbraio, in navigazione di ritorno (con a bordo l'ammiraglio Lorenzo Gasparri), al largo di Trapani, fu speronato da una motozattera tedesca, che aprì a prua dritta uno squarcio di circa dodici metri di lunghezza: la nave si fermò imbarcando acqua ed alcuni membri dell'equipaggio la abbandonarono, ma fu possibile proseguire a lento moto per la meta. Giunto a Trapani, il cacciatorpediniere sbarcò le munizioni e l'8 febbraio, alle 7, lasciò il porto siciliano trasferendosi a Palermo ove giunse, scortato da due motovedette, alle undici di quel giorno.
Dal 9 al 14 febbraio il Corazziere fu sottoposto ad alcune riparazioni provvisorie per rimetterlo in condizioni di navigare.

Il Corazziere in bacino di carenaggio a Napoli

Un'altra foto del Corazziere in riparazione a Napoli

Alle 6.40 del 15 febbraio l'unità lasciò Palermo scortato dal cacciatorpediniere Premuda, ed alle 15.20 si ormeggiò alla calata Villa del Popolo di Napoli. Mezz'ora dopo la città fu sottoposta ad un pesante bombardamento da parte di 14 bombardieri statunitensi della Ninth Air Force, con obiettivo il porto: durante l'incursione, il Corazziere fu colpito da due bombe che, scoppiando sotto la chiglia dopo aver perforato tutti i ponti, asportarono la sezione prodiera per 22 metri di lunghezza. Non ci furono vittime né feriti, ma i danni erano gravissimi (prua asportata e macchine danneggiate) e furono necessarie pompe supplementari fornite da Marina Napoli per tenere a galla la nave.
I lavori di riparazione provvisoria durarono oltre un mese, durante il quale gran parte dell'equipaggio (circa 150 uomini, tra cui tutti i sottufficiali eccetto uno e tutti gli ufficiali tranne il comandante Monaco ed il direttore di tiro) venne sbarcato e trasferito. Il 1º aprile il Corazziere lasciò Napoli al traino di alcuni rimorchiatori, unitamente al cacciatorpediniere Maestrale (mutilato della poppa a causa dell'urto contro una mina), diretto a Genova; giunse nel capoluogo ligure il 3 aprile ed un'altra settantina di uomini, tra cui il comandante Monaco, lasciò la nave. A Genova, presso le OARN (Officine Allestimento e Riparazione Navi), il Corazziere, oltre alle grandi riparazioni, avrebbe dovuto ricevere anche alcune modifiche, e l'eliminazione del complesso lanciasiluri poppiero, rimpiazzato da due mitragliere da 37/54 mm.

La prua del Corazziere dopo il recupero

L'8 settembre 1943, alla proclamazione dell'armistizio, solo una quarantina di uomini erano rimasti con la nave, e la sera stessa fu auto affondata, le ultime valvole di sentina furono aperte dal Sottocapo Silurista Bruno Taglieri. Mentre cercavano poi di allontanarsi dal porto furono visti e mitragliati dalle truppe tedesche: solo 6 uomini, che se ne erano andati in ritardo, riuscirono a salvarsi, nascondendosi in una galleria in costruzione che per l'occasione fu utilizzata come rifugio antiaereo.
Essendo la nave affondata rimasta in assetto, il recupero da parte tedesca fu rapido ed agevole. Comunque l'unità non tornò mai più in servizio: parzialmente demolita dai tedeschi, fu affondata nel porto di Genova durante un pesante bombardamento aereo, il 4 settembre 1944, mentre altre fonti riportano invece il suo autoaffondamento ad opera dei tedeschi stessi nell'aprile 1945.
Durante tutta la guerra il Corazziere aveva effettuato in tutto 128 missioni belliche, percorrendo complessivamente 45.782 miglia.
Nel 1953 il relitto fu recuperato e smantellato nel giro di sei mesi.

### Comandanti
- Capitano di fregata Gastone Minotti (nato a Napoli il 18 agosto 1898) (1939-1940)
- Capitano di fregata Carlo Avegno (nato a Meina il 6 giugno 1900) (10 giugno - dicembre 1940)
- Capitano di vascello Carmine D'Arienzo (nato a Crotone il 15 gennaio 1897) (dicembre 1940 - settembre 1941)
- Capitano di vascello Paolo Melodia (nato a Napoli il 28 febbraio 1899) (settembre 1941 - gennaio 1942)
- Capitano di fregata Antonio Monaco di Longano (nato a Napoli il 30 gennaio 1901) (10 aprile 1942 - 15 aprile 1943)
- Capitano di fregata Giuseppe Gregorio (nato a Savona il 3 febbraio 1901) (16 aprile - 9 settembre 1943)